# Petkovic Glacier
Petkovic Glacier är en glaciär i Antarktis. Den ligger i Östantarktis. Australien gör anspråk på området. Petkovic Glacier ligger 712 meter över havet.
Terrängen runt Petkovic Glacier är huvudsakligen kuperad, men söderut är den bergig. Terrängen runt Petkovic Glacier sluttar brant västerut. Trakten är obefolkad. Det finns inga samhällen i närheten. 